# Willem Hijstek

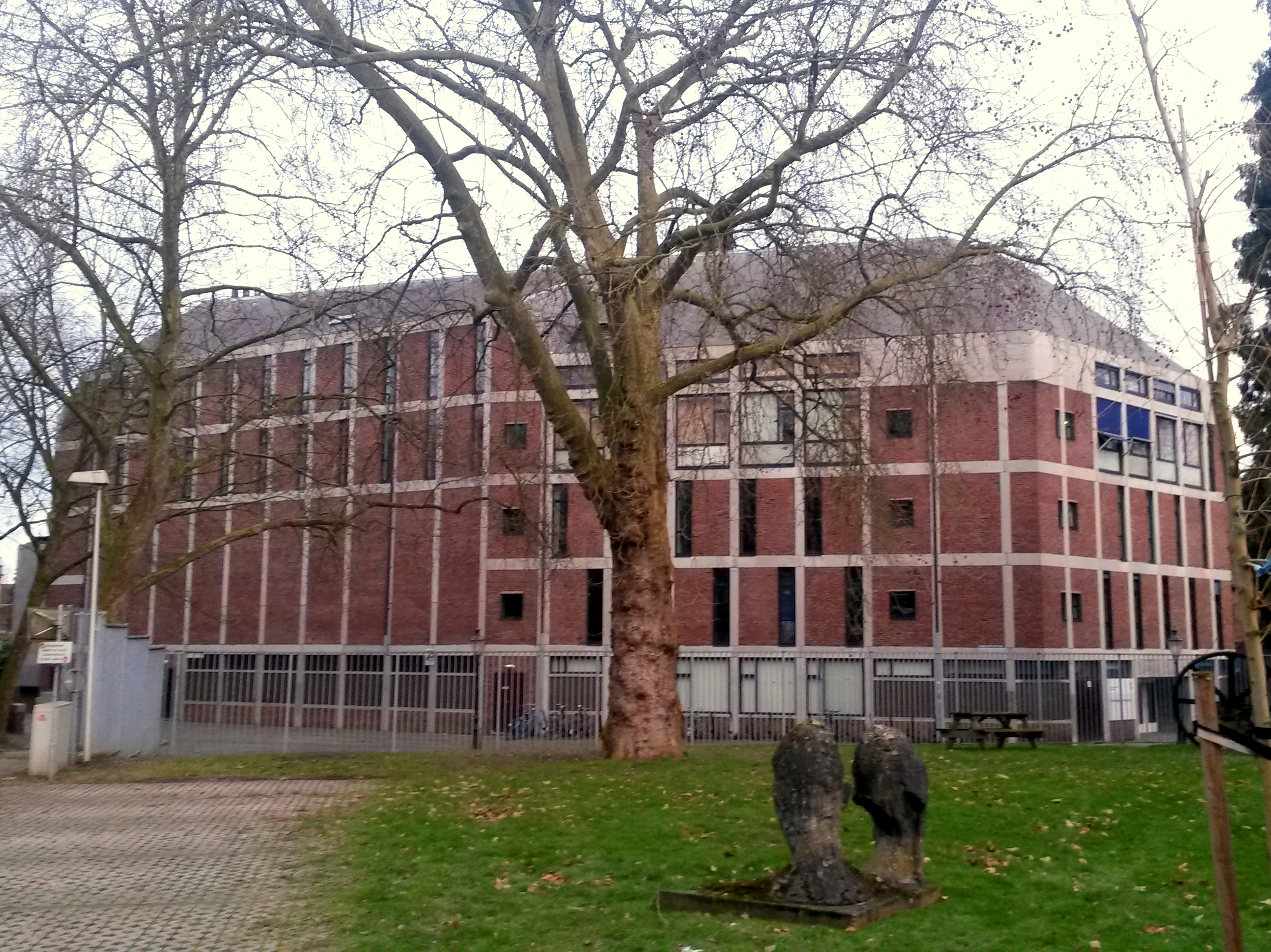
Hijsteks Conservatorium in 2015

Wilhelmus Josephus (Willem) Hijstek (Nijmegen, 22 april 1914 – Maastricht, 14 juli 1982) was een Nederlands muziekpedagoog, pianist, organist en muziektheoreticus.
Hij was zoon van Wilhelmus Cornelis Hijstek en Maria Petronella van Haaften. Hijzelf is in 1946 getrouwd met Joanna Alphonsa de Lange.
Hij liet al snel zijn talent zien met diploma’s binnen zijn latere vakgebied. In 1930 slaagde hij voor het klein diploma orgel in Utrecht en twee jaar later het groot diploma orgel. Rond die tijd kreeg de door hem gecomponeerde Mis (1932) de goedkeuring van de kerkelijke keuringscommissie voor uitvoeringen (een mis moest aan bepaalde regels voldoen). Hij studeerde verder in de muziek en slaagde in 1937 voor het staatsexamen piano. In dat jaar was een mis van hem te horen op de Nederlandse Radio Unie. Tevens was hij dirigent van een mannenkoor in Limburg. Hij vertrok naar Amsterdam om les te krijgen aan het Conservatorium van Amsterdam. Hij kreeg zijn muziekopleiding van George van Renesse (piano), Jacob Bijster (orgel) en Hendrik Andriessen/Ernest Willem Mulder (muziektheorie). Midden in de Tweede Wereldoorlog slaagde hij opnieuw voor staatsexamens. De oorlog kwam hij verder door met lesgeven aan het Nijmeegs Canisius College, de Volksmuziekschool in Amsterdam en de Stedelijke Muziekschool in Deventer. Na de oorlog werd hij leraar aan het Conservatorium van Amsterdam (zowel amateurs- en beroepsopleiding), directeur van de Stedelijke Muziekschool Zaandam en dirigent van een Amsterdams zangkoor. Hij verhuisde vlak voor zijn huwelijk naar Amsterdam, alwaar twee dochters werden geboren. In de jaren vijftig hield hij zich mede bezig met de examencommissie voor lager en middelbaar muziekonderwijs, docentschap bij een dirigentencursus bij de NRU, jurylid bij pianoconcoursen, hield lezingen en aanvaardde een aanstelling als hoofdleraar theoretische vakken aan het Rotterdams Conservatorium.
In 1958 is hij terug in Amsterdam, als hij er directeur wordt van de muziekschool; een jaar later werd hij directeur van het Conservatorium Maastricht, dat toen voortkwam uit de Stedelijke Muziekschool. Hij kreeg te maken met een muziekinstrumentarium in onvoldoende aantal en van onvoldoende kwaliteit, maar ook met een te krappe huisvesting. In 1962 keerde het tij; er werd door de gemeenteraad Maastricht 4,3 miljoen gulden vrijgemaakt voor de bouw van een nieuw tehuis, in dat jaar werd de eerste heipaal geslagen. Het zou echter tot 1965 duren voordat het gebouw in gebruik genomen kon worden. De opening op 20 september 1965 werd bijgewoond door minister Maarten Vrolijk en was te zien in het televisieprogramma Van Gewest tot Gewest. Hijstek had zich bemoeid met de inrichting van het gebouw en kreeg in het gebouw een concertzaal naar zich vernoemd; in de zaal werd van hem een buste geplaatst. Alle werkzaamheden voor het conservatorium hielden hem niet af van werken binnen het muziekgenre; zo gaf hij in 1964 muzikale leiding aan een nachtmis in de Onze Lieve Vrouwebasiliek te Maastricht, die via Eurovisie in vele landen te zien was. In 1968 fuseerden het conservatorium en de toneelacademie, die te weinig leerlingen had om zelfstandig verder te gaan, opnieuw werd Hijstek directeur. Hij was in dat jaar ook betrokken bij de televisiecursus Noten en Tonen van TELEAC. In 1974 was het conservatorium dermate populair geworden, dat er uitbreiding gezocht moest worden. In dat jaar wordt hij vanwege zijn werkzaamheden benoemd tot ridder in de Orde van Oranje-Nassau. Op 1 augustus 1979 ging hij met pensioen. Hij vulde zijn tijd door het geven van muzieklessen op niet vaste basis. Hij werd ziek en stierf op 14 juli 1982 in het Ziekenhuis Sint Annadal te Maastricht.
Onder zijn leerlingen bevonden zich Theo Loevendie (kortstondig op klarinet) en Henri Delnooz.